# Alenush Terian
Ālenush Teriān (armensko Ալենուշ Տէրեան; perzijsko آلنوش طریان; tudi: آلنوش تریان), iransko-armenska astronomka in fizičarka, * 9. november 1921, Teheran, † 4. marec, 2011, Teheran.
Imenovali so jo 'mati sodobne iranske astronomije'.

## Zgodnje življenje
Rodila se je armenski družini v Teheranu v Iranu. Njen oče, Arto, je bil pesnik in prevajalec (s psevdonimom Arizad); prevedel je Šahname iz perzijščine v armenščino.. Njena mama, Vartu, je bila odrska igralka in režiserka.

## Izobraževanje
Teriān je diplomirala leta 1947 na znanstvenem oddelku Univerze v Teheranu. Kariero je začela v laboratoriju za fiziko te univerze in istega leta je bila izbrana za vodjo laboratorijskih operacij. 
Vložila je vlogo za štipendijo za študij v Franciji, vendar je dr. Hesabi ni sprejel. Verjel je, da je zanjo kot žensko dovolj, kar je študirala do sedaj. Nazadnje je zaradi očetove finančne podpore zapustila Iran in odšla v Francijo, kjer je leta 1956 na Univerzi Sorbonne doktorirala iz fizike atmosfere. Nato se je vrnila v Iran in postala docentka za termodinamiko na teheranski univerzi. Kasneje je štiri mesece delala na področju fizike sonca v takratni Zahodni Nemčiji, ker je prejela štipendijo, ki jo je nemška vlada podelila teheranski univerzi. Leta 1964 je Teriān postala prva ženska profesorica fizike v Iranu. 
Leta 1966 je Teriān postala članica Odbora za geofiziko Univerze v Teheranu. Leta 1969 je bila na tej univerzi izvoljena za vodjo študij fizike sonca in začela delati v observatoriju za opazovanje sonca, katerega soustanoviteljica je bila. Teriān se je upokojila leta 1979. V času svoje pred svojo smrtjo je živela v Teheranu.
Terianinega praznovanja 90. rojstnega dne v Teheranu se je udeležilo več iranskih parlamentarcev in več kot sto iranskih Armencev. Umrla je 4. marca 2011 v starosti 90 let.